# Orleans (Iowa)

La posizione di Orleans nello Stato dello Iowa

Orleans è una città statunitense, sita nella Contea di Dickinson, nello stato dello Iowa.
Essa fa parte della regione dei  Grandi laghi dello Iowa, sita lungo lo Spirit Lake.  Numerosi parchi statali si trovano entro poche miglia dalla città, compresi Marble Beach e Mini-Wakan.